# Eduard von Keyserling
Eduard Graf von Keyserling (Hasenpoth, Koerland, 14 mei 1855 - München, 28 september 1918) was een Duits roman- en toneelschrijver. Hij schreef in een naturalistische- en later impressionistische stijl.

## Leven en werk
Keyserling behoorde tot een vooraanstaande adellijke Baltisch-Duitse familie. Van 1873 tot 1877 studeerde hij rechten en filosofie in Dorpat. Later woonde en werkte hij in Wenen en vanaf 1899 in München. Keyserling leed aan syfilis en leefde na 1900 een teruggetrokken bestaan. Op latere leeftijd werd hij blind.
In 1887 debuteerde Keyserling als romanschrijver met Fräulein Rosa Herz. Eine Kleinstadtliebe, gevolgd door Die dritte Stiege. Deze vroege werken werden nog sterk beïnvloed door het naturalisme, maar verraden al zijn bijzondere stilistische kwaliteiten. Deze komen nog sterker naar voren in zijn latere werk, dat onder het impressionisme in de literatuur wordt gerangschikt. Tot zijn beste werken worden gerekend: Beate und Mareille (1903), waarin hij melancholisch en gelaten de wereld van de Baltische adel beschrijft, en Wellen (1911), een tragisch eindigend verhaal over een vrouw uit de hogere standen die haar veel oudere man verlaat voor een jonge kunstenaar.
Keyserling schreef ook een aantal succesvolle toneelwerken.